# 孔雀诡计
《孔雀诡计》（羅馬化：Leh Mayura）是「ละครดี 7HD ปี 2567」企划的作品，由Sky Entertainment制作，哈娜·刘易斯、吉迪功·康戈力、安娜·格吕克斯、朱迪·璋棱盖巴蒂主演的都市情感剧。剧情改编自楚翁·查雅金达的同名浪漫小说，2024年11月20日起在泰国第7电视台黄金档播出。

## 劇情簡介
Urajawasi（哈娜·刘易斯 飾）與男友Mek（吉迪功·康戈力 飾）原本過著幸福甜蜜的生活，直到她的表妹Inthuorn（安娜·格吕克斯 飾）懷著復仇之心來到她身邊。Inthuorn認為Urajawasi的母親與其母的死亡脫不了關係，因此她一邊假裝好人一邊散佈醜聞。然而，Urajawasi也不是一個無辜的女人，她看穿了Inthuorn的詭計。兩人之間的矛盾會得到解決，還是使其產生誤會的幕後黑手會微笑？ 

## 演员阵容

### 主要演员
- 哈娜·刘易斯 饰演 Ourajawasi（Ou）

Mes的未婚妻，Alice的表姊。
- 吉迪功·康戈力 饰演 Rames（Mes）

建築師兼業餘畫家，Ou的未婚夫。
- 安娜·格吕克斯 饰演 Inthuorn（Alice）

Ou的表妹，與母親居住於美國時，親眼目睹患有憂鬱症的母親服藥自殺而亡，她認為一切的不幸都是因為阿姨Krongkeaw介入她們的家庭所致，所以她決定返回泰國報仇。
- 朱迪·璋棱盖巴蒂 饰演 Thinnakorn（Korn）

律師，Alice的好友，喜歡Alice，願意為了她付出一切。

### 其他演员
- 琳雅樂·瓦查叻柔斯麗 饰演 Kamolchanok（Koy）

Ou的好友，咖啡廳老闆娘。
- 尼基塔·坎納克特 饰演 Benjaphat

Alice的好友，喜歡Korn。
- 安德魯·科寧 饰演 Ratthakorn（Rat）
- 希里皮克·維蒙諾赫 饰演 Saowani

Korn的母親。
- 坦亞他納·旺薩瓦帕帕 饰演 Krongkeaw

Ou的母親，Alice的阿姨。
- 安德魯·科寧 饰演 Ratthakorn（Rat）

## 制作
《孔雀诡计》与《间谍秘恋》的定妆照于同日公开。
2023年12月25日，正式预告片通过官方YouTube释出。